# Konrad Fiałkowski
Konrad Fiałkowski (Lublin, 1939. december 29. – Bécs, Ausztria, 2020. november 23.) lengyel informatikus, kibernetikával foglalkozó tudós, tudományos-fantasztikus író.

## Élete
Középiskolai tanulmányait szülővárosában végezte, 1957-ben a fizikai diákolimpián díjat nyert. 1959-ben részt vett az első, XYZ nevű lengyel számítógép szoftverének kifejlesztésében. 1962-ben végezte el a Varsói Műszaki Egyetem elektronikai szakát, 1964-ben szerzett doktorátust matematikából, 1966-ban habilitált. 1968-ban Pennsylvaniai Egyetemen genetikai algoritmusokat kutatott. 1960–1962 között az első lengyel digitális számítógép programozója és üzemeltetője volt a Lengyel Tudományos Akadémia Matematika Tanszékén, 1962-től a Varsói Műszaki Egyetem Elektronikai Karán dolgozott. 1973–1975 között a Varsói Műszaki Egyetem professzora (a Központi Információs Technológiai Központ igazgatója), 1975–1981 között az INTE intézet igazgatója Varsóban. 1997-től a varsói egyetem professzora. 1996–2007 között a Troy-i Rensselaer Politechnikai Intézet professzora volt. 1968-tól az Institute of Electrical and Electronics Engineers (IEEE) vezetőségének tagja volt. Az UNESCO számítógépes ügyekkel foglalkozó részlegének szakértője, a számítógépes tudomány területén több, mint 80 tudományos publikáció, illetve kötet szerzője. Ő írta az első, digitális számítógépekről szóló, lengyel nyelven írott munkát (Maszyna ZAM-2, 1963). Fő kutatási területei: evolúciós modellezés, adatfeldolgozó gépek építése, az emberi agy számítógépes modellezése, stb.
Első tudományos-fantasztikus írása 1956-ban jelent meg. Prawo wyboru (1962) című novella a Młody Technik magazin irodalmi versenyének második díját nyerte el. Ez az írása a moszkvai nemzetközi tudományos-fantasztikus versenyen is elismerést kapott. Munkáit leggyakrabban a Młody Technik és a Nurt című lapokban publikálta. Fiałkowski 1956–1979 közt írott munkáinak cselekménye általában egy-egy csodás találmány körül zajlik, később az igazságkeresés, a valóságot irányító törvények kerültek érdeklődése középpontjába. Adam, jeden z nas című regénye az Újszövetség modern értelmezése. Poprzez piąty wymiar, Szansa śmierci, Biohazard című munkáinak televíziós, illetve filmfeldolgozásai születtek. Tagja a Lengyel Írószövetségnek. Munkáit angol, bolgár, cseh, francia, japán, német, portugál, orosz, román, szlovák, svéd, magyar és olasz nyelvre fordították le.

## Magyarul megjelent művei
- Konrad Fiałkowski: Homo divisus / Adam Hollanek: Még egy kicsit élni; ford. Nemere István; Móra, Bp., 1988 (Galaktika Fantasztikus Könyvek)
- A parancsnok életre keltése (novella, Ötvenedik című antológia, Kozmosz Fantasztikus Könyvek, 1977, utánközlés az Út a csillagokig című antológiában, 2009)
- Karácsonyesti sörözés (novella, a Téren és időn túl című antológiában, 1988)
- Biohazárd (novella, Galaktika 41., 1981)
- A glóriás ember (novella, Galaktika 41., 1981)
- Az elképzelt valóság modellje (cikk, Galaktika 41., 1981)
- A gigantomat (novella, Galaktika 7., 1974, utánközlés: Galaktika 182, 2005)
- Szerzői hajnal (novella, Galaktika 87., 1987)
- A választás joga (novella, Pokoljárás a világűrben című antológia, 1967)

## Fordítás
- Ez a szócikk részben vagy egészben  a   Konrad Fiałkowski című lengyel Wikipédia-szócikk ezen változatának fordításán alapul.  Az eredeti cikk szerkesztőit annak laptörténete sorolja fel. Ez a jelzés csupán a megfogalmazás eredetét és a szerzői jogokat jelzi, nem szolgál a cikkben szereplő információk forrásmegjelöléseként.